# Mahoning Valley Thunder
Die Mahoning Valley Thunder waren ein Arena-Football-Team aus Youngstown (Ohio), das in der af2 spielte. Ihre Heimspiele trugen die Valley Thunder im Covelli Centre aus.

## Geschichte
Die Valley Thunder wurden 2006 gegründet und starteten zur Saison 2007 in der af2.
Ihr erstes Franchisespiel gewannen die Valley Thunder am 31. März 2007 mit 48:40 gegen die Tri-Cities Fever. Auch die beiden Folgespiele gegen die Albany Conquest und die Cincinnati Jungle Kats konnte man für sich entscheiden. Trotzdem beendete die Mannschaft mit nur sieben Siegen und neun Niederlagen ihre Debütsaison auf dem dritten Platz der East Division und verpasste die Playoffs.
In den Jahren 2008 und 2009 konnten die Valley Thunder in nur fünf der insgesamt 32 Spiele ein Sieg einfahren. Beide Male war die Postseason außer Reichweite.
Als sich die af2 nach der Saison 2009 auflöste, verschwand auch das Franchise aus Youngstown von der Arena-Football-Landkarte.

## Saisonstatistiken
| Jahr | Team                    | Liga | S | N  | Playoffs erreicht | Playoffrunde |
| ---- | ----------------------- | ---- | - | -- | ----------------- | ------------ |
| 2007 | Mahoning Valley Thunder | af2  | 7 | 9  | nein              |              |
| 2008 | Mahoning Valley Thunder | af2  | 3 | 13 | nein              |              |
| 2009 | Mahoning Valley Thunder | af2  | 2 | 14 | nein              |              |

## Zuschauerentwicklung
| Jahr | Team                    | Zuschauerdurchschnitt |
| ---- | ----------------------- | --------------------- |
| 2007 | Mahoning Valley Thunder | 4.110                 |
| 2008 | Mahoning Valley Thunder | 3.235                 |
| 2009 | Mahoning Valley Thunder | 3.073                 |